# 위삼 벤 예데르
위삼 벤 예데르(프랑스어: Wissam Ben Yedder, 1990년 8월 12일 ~ )는 프랑스의 축구 선수로 현재 AS 모나코에서 스트라이커로 활약하고 있으며 프랑스 대표팀의 일원으로도 활동 중이다.

## 수상

### 클럽
툴루즈 FC
- 쿠프 드 라 리그 : 4강 (2015-16)

 세비야 FC
- 스페인 프리메라리가 : 4위 (2016-17)
- 코파 델 레이 : 준우승 (2017-18)
- UEFA 슈퍼컵 : 준우승 (2016)
- 스페인 슈퍼컵 : 준우승 (2016, 2018)

 AS 모나코
- 리그 1 : 3위 (2020-21, 2021-22)
- 쿠프 드 프랑스 : 준우승 (2020-21), 4강 (2021-22)

### 국가대표팀
프랑스
- UEFA 네이션스리그 : 우승 (2021)

### 개인
- UNFP 리그 1 올해의 팀 : 2021-22
- UNFP 리그 1 이달의 선수 : 2019년 12월, 2022년 1월
- 리그 1 득점왕 : 2019-20 (18골/킬리안 음바페와 공동 수상)